# Заставе Републике Црне Горе (1991—2006)
Заставе Републике Црне Горе (1991–2006) су државне заставе из времена када је Република Црна Гора (званични назив од 1991. године) била федерална јединица у саставу СФРЈ (1991–1992), Савезне Републике Југославије (1992–2003) и Државне заједнице Србије и Црне Горе (2003–2006). Током цјелокупног раздобља, од брисања социјалистичке одреднице из државног назива у августу 1991. године, до проглашења државне независности у јуну 2006. године, Црна Гора је промијенила чак три државне заставе: прва је затечена у вријеме промјене државног назива (1991), друга је уведена у живот почетком 1994. године, а трећа је озваничена 2004. године. Свака од поменутих промјена била је праћена политичким расправама и споровима, који су изазивали посебну пажњу јавности, не само у Црној Гори већ и изван ње. Поменути спорови су по правилу били мотивисани идеолошким побудама и разликама у схватању националног идентитета.

## Затечена застава са петокраком
У вријеме доношења уставног амандмана LXXXIV (84) од 2. августа 1991. године, којим је извршено брисање политички превазиђене "социјалистичке" одреднице из државног назива, на снази је још увијек био 7. члан Устава Црне Горе, који је у пречишћеном тексту (након примене поменутог амандмана) гласио: "Застава Републике Црне Горе састоји се из три боје: црвене, плаве и бијеле, са црвеном петокраком звијездом у средини. Однос ширине и дужине заставе је један према два. Боје заставе су положене водоравно, и то овим редом одозго: црвена, плава, бијела. Свака боја заузима једну трећину ширине заставе".

### Питање скидања петокраке
Већ у то вријеме, у јавности Црне Горе вођене су честе полемике око изгледа државне заставе, пошто је већина опозиционих странака, које су формиране након увођења вишестраначког система (1990), сматрала да је свако даље задржавање заставе са петокраком политички неприхватљиво и анахроно. Средином 1991. године, у вријеме припрема за доношење уставних амандмана, разматрано је и питање о промјени уставне одредбе о изгледу заставе (члан 7.), али од тога се ипак одустало. Тиме је створена необична ситуација у којој је из државног назива уклоњена "социјалистичка" одредница, док је у исто вријеме задржана петокрака на застави, а такође и на врху државног грба, који је такође остао непромјењен. Сва ова питања су тада одложена за наредну 1992. годину, у којој је планирано доношење потпуно новог устава Црне Горе.
Средином 1992. године, током јавне расправе о нацрту и приједлогу новог устава, до изражаја су поново дошле бројне разлике по питању будућег изгледа државне заставе Црне Горе. Поменуте разлике су проистицале из идеолошких побуда и знатних разлика у схватању националног идентитета. Чак и унутар самих политичких странака није постојала потпуна сагласност по питању усвајања нових уставних рјешења. Тако је унутар владајуће Демократске партије социјалиста Црне Горе (ДПС) постојала група старих партијских руководилаца, који су се залагали за задржавање постојеће заставе са црвеном звијездом петокраком. Управо захваљујући њиховом утицају, петокрака је успјела да "преживи" раније уставне промјене из 1990. и 1991. године. Међутим, таква залагања су у широј јавности била оцјењена као потпуно анахрона, након чега се и руководство ДПС сагласило са захтјевима за уклањање петокраке из државних симбола. Стога је приликом израде нацрта новог устава предложено да се задржи дотадашње рјешење у виду црвено-плаво-бијеле тробојке, али без петокраке. Према тексту уставног нацрта, који је припремљен у љето 1992. године, предложена одредба о државној застави је гласила: "Боје државне заставе су: црвена, плава и бијела".
Такав приједлог из уставног нацрта наишао је на отпор појединих опозиционих странака, што се у првом реду односило на партије суверенистичког усмјерења (социјалдемократи и либерали). Њихово противљење предложеном рјешењу заснивало се на укорјењеним антисрпским побудама, усљед којих нијесу жељели да се сагласе са било каквом варијантом заставе која би у основи била идентична са општенародном српском тробојком и заставом сусједне Србије. Њихов отпор према предложеном рјешењу послужио је као повод за преиспитивање уставног нацрта. Већ у то вријеме, у дијелу руководства владајуће ДПС такође су постојале извјесне суверенистичке тенденције, које су се испољиле у виду отпора према предложеној застави Црне Горе, која је била идентична са заставом Србије, што је за поједине високе функционере ДПС било неприхватљиво. Усљед политичких калкулација, на крају се одустало од првобитног рјешења из уставног нацрта, а ново "неутрално" уставно рјешење пронађено је у пуком помињању заставе и осталих државних симбола, али без прецизирања њиховог изгледа и садржаја. Стога је из новог Устава Црне Горе, који је усвојен 12. октобра 1992. године, у потпуности изостављен опис државних симбола, укључујући и опис заставе, а уставна норма је сведена на уопштени помен симбола у 6. члану, који је гласио: "Црна Гора има грб, заставу и химну".
Ступањем на снагу новог Устава Црне Горе од 12. октобра 1992. године, престао је да важи 7. члан претходног устава, који је прописивао изглед државне заставе, а пошто је 6. члан новог устава садржао само помен али не и опис заставе, Црна Гора се нашла у необичној ситуацији: дотадашња застава са петокраком више није имала правно упориште, док на другој страни није постојала ни основа за употребу било које друге заставе. Такво стање је сматрано привременим, пошто је Уставни закон за спровођење Устава Републике Црне Горе, који је донет заједно са новим уставом, у свом 13. члану предвиђао да ће се већ до краја јуна 1993. године донети посебан закон о државним симболима. У међувремену, примјењивана је правна инерција, тако да је застава са петокраком остала да се вијори на државним установама, у очекивању најављеног закона.

## Застава са плаветном бојом у свијетлоплавој нијанси
Већ током прољећа 1993. године постало је извјесно да ће јунски рок, који је уставним законом био прописан за доношење закона о државним симболима, бити пробијен. Иако је надлежни одбор Скупштине Црне Горе разматрао ова питања у више наврата, није се одмакло даље од постизања начелне сагласности о потреби да нови изглед државних симбола буде заснован на историјским традицијама Црне Горе, што се у првом реду односило на идејна рјешења која су била садржана у Уставу Књажевине Црне Горе из 1905. године. Ради постизања општег политичког консензуса о овим сложеним и осјетљивим питањима, у септембру је формирана и посебна вишестраначка радна група, на чијем је челу био Зоран Жижић, тадашњи потпредсједник Владе Црне Горе и високи функционер ДПС, који је уживао посебно повјерење Момира Булатовића, тадашњег Предсједника Републике Црне Горе и предсједника владајуће ДПС.
Током јавних полемика о будућем изгледу заставе и осталих државних симбола, ова питања су добила посебну политичку тежину, пошто већина странака није пропустила прилику да поменута питања искористи за своје додатно политичко профилисање. У склопу јавне расправе, формирале су се три препознатљиве групације. Прву су чинили представници Либералног савеза Црне Горе и Социјалдемократске партије Црне Горе, који су заступали став да будућа застава Црне Горе мора бити различита од општенародне српске тробојке и заставе сусједне Србије, тако да су предлагали рјешења са представом грба Црне Горе у средини заставе. На другој страни били су представници Народне странке и Српске радикалне странке, који су заступали став да застава Црне Горе треба да остане истовјетна са општенародном српском тробојком и заставом сусједне Србије. Између те двије групације били су представници владајуће Демократске партије социјалиста, којима је припадала одлучујућа улога у дефинисању коначних рјешења.
Међутим, чак и унутар саме ДПС није постојало јединство по питању новог изгледа државних симбола, а управо тим поводом до изражаја су дошле и дубље политичке разлике између двије струје, од којих је прва била суверенистичка, а друга унионистичка. Прва струја је подржавала приједлоге либерала и социјалдемократа, док је друга пружала подршку приједлозима народњака и радикала. Тако се питање о будућем изгледу државних симбола претворило у питање о очувању јединства унутар саме ДПС. Велика битка око утврђивања званичног приједлога за нови изглед државне заставе вођена је на сјеници Владе Црне Горе, која је одржана 25. новембра 1993. године. На једној страни био је Зоран Жижић, тадашњи потпредсједник Владе, који је заступао рјешење са тробојком без икаквих других додатака, док је на другој страни био Предраг Обрадовић, тадашњи министар просвјете, који је одлучно заступао став да се застава Црне Горе мора учинити различитом у односу на општенародну српску тробојку и заставу сусједне Србије, било путем додавања државног грба или на неки други начин. Ова спорења су потом дошла и до јавности, а оштре полемике о будућем изгледу заставе настављене су и међу опозиционим странкама.

### Плаветни маневар и његове посљедице
Иако је Влада Црне Горе на поменутој сједници од 25. новембра 1993. године подржала рјешење које се заснивало на тробојци без грба, тиме још увијек нијесу биле посјечене све наде суверениста, који су у међувремену формулисали нека сасвим нова рјешења, која су потом била представљена као компромисна. Међутим, та рјешења су долазила из истих оних кругова који су приликом доношења Устава Црне Горе у октобру претходне године (1992) успјели да осујете уставно озваничење црвено-плаво-бијеле тробојке као државне заставе. Исти антисрпски чиниоци су током 1993. године, управо у склопу усаглашавања нових законских рјешења, посегли за уобличавањем потпуно нових теза о "посебности" црногорске тробојке и њеној наводној различитости од општенародне српске тробојке. Озваничење таквих теза требало је спровести у два пажљиво прорачуната корака: прво је било потребно створити одговарајућу законску основу, коју је потом требало искористити за промовисање посебне заставе.
Ради рјешавања првог питања, требало је пронаћи некакво упориште у уставно-правној историји Црне Горе. Тим поводом је уочена једна појава, која је могла послужити као основа за формулисање специфичних законских рјешења. У претходним уставима Црне Горе (1974, 1963, 1946) основа државне заставе била је дефинисана у облику црвено-плаво-бијеле тробојке, што суверенитима није могло бити од користи, док је у Уставу Црне Горе из 1905. године умјесто израза плаво био употребљен израз плаветно, који је од стране суверениста оцјењен као потенцијално употребљив. У потрази за било каквим упориштем које би им омогућило да спроведу своје намјере, антисрпски чиниоци су одлучили да се послуже управо тим изразом, који је прво требало озаконити, али искључиво уз позивање на формалне разлоге, без разоткривања коначних намјера. Реализација главног циља требала је да усљеди тек накнадно, у виду промовисања специфичног "техничког" рјешења за изглед нове заставе, и то преко механизама извршне власти. Већ током децембра 1993. године, у вријеме завршних расправа о предложеним законским рјешењима, до јавности су допрли први наговјештаји о могућим комбинацијама са плаветном бојом, али то питање се није нашло у политичком фокусу, пошто је главна полемика и даље вођена око питања о стављању грба на заставу.
Искористивши тај заклон, антисрпски чиниоци су приступили додатном уобличавању тезе по којој црногорска тробојка није садржала обичну плаву, већ посебну свијетлоплаву боју, различиту од плаве боје у општенародној српској застави и застави сусједне Србије. Ту тезу су засновали управо на искривљеном тумачењу помена плаветне боје у 39. члану Устава Црне Горе из 1905. године. Иако је изглед старих застава Црне Горе свједочио да се уставни помен плаветне боје односио управо на плаву боју, та кључна свједочанства су намјерно занемарена, усљед чега су нова (искривљена) тумачења успјела да задобију подршку у дијелу руководства ДПС. Изворна плава боја са старих застава Црне Горе је намјерно занемарена, а уставни помен плаветне боје из 1905. године проглашен је ознаком за посебну свијетлоплаву нијансу, као у изразу "плаветно небо". У исто вријеме, занемарена је и чињеница да је појам плаветне боје у свом изворном значењу представљао поетски синоним за плаву боју, о чему је свједочио и израз "плаветно море" који означава плаву боју знатно тамнију од свијетлоплаве у изразу "плаветно небо". Такође је занемарена и чињеница да је појам плаветне боје употребљаван широм српства, управо као поетски и свечани израз за плаву боју у општенародној српској застави и државној застави Србије, што је посведочено разним изворним примјерима, почевши од одлука Благовештенског сабора (1861), до бројних помена у тадашњој штампи и литератури.
За антисрпске чиниоце у Црној Гори, прекрајање историје је представљало уобичајену праксу, тако да су историјску стварност једноставно занемарили и по питању изгледа заставе, прешавши преко бројних извора који су свједочили да је истовјетност боја у старим заставама Црне Горе и Србије била добро позната савременицима. Једно од таквих свједочанстава оставио је и чувени херцегновски правник и књижевник, др Александар Љ. Митровић (1870-1921), који је као заступник Боке у Државном сабору Краљевине Далмације писао 1909. године: "Ми Срби имамо двије неодвисне државе. И Србија и Црна Гора употребљавају српску заставу, као државну. Та иста застава није само застава Србије и Црне Горе. Она је народна застава свих Срба", нагласивши да се "та застава вије на двору књаза црногорског и краља србијанског".
Иако се од антисрпских чинилаца није могло, нити морало очекивати да поштују историјску истину и изворну традицију Црне Горе, то се на другој страни морало очекивати од српских и просрпских чинилаца у Црној Гори, чија је дужност била да се јавно и одлучно супротставе сваком покушају прекрајања историје. Међутим, управо на примеру одлучивања о изгледу нове заставе показало се да у руководствима српских и просрпских странака у Црној Гори постоји примјетан раскорак између јавно прокламованих ставова и практичних политичких потеза. Та појава је дошла до пуног изражаја у држању тадашњег руководства Народне странке на челу са Новаком Киибардом, чија је антисрпска политика разоткривена тек неколико година касније. Већ приликом усаглашавања ставова у оквиру радне групе за утврђивање новог изгледа државних симбола, постало је очигледно да се владајући ДПС за помен плаветне боје не залаже само ради формалног поштовања уставне терминологије из 1905. године, пошто је са исте стране дошао и приједлог о дотада непознатим размјерама будуће заставе (3:1) чиме су јасно потврђене тенденције ка стварању заставе која ће по разним основама бити сасвим посебна. Иако се могло очекивати да ће руководство НС одбацити такве покушаје манипулације, догодило се управо супротно - представници НС су током јесени 1993. године одлучили да подрже рјешења ДПС, за која су потом и гласали. Тако је највећа просрпска странка постала саучесник у озваничењу потпуно нових рјешења, која су се недуго потом показала као саставни дио осмишљене антисрпске политике.
На засједању које је одржано током 27. и 28. децембра 1993. године, Скупштина Црне Горе је након подуже и веома бурне расправе усвојила Закон о грбу и застави Републике Црне Горе, који је у 2. члану прописивао да државна застава има изглед црвено-плаветно-бијеле тробојке, која има троструку дужину у односу на ширину, што је такође била новина. Овај закон, којим је створена потпуно нова застава, која у том облику никада раније није постојала, проглашен је указом од 29. децембра 1993. године, који је донио Момир Булатовић, тадашњи Предсједник Црне Горе. Закон је ступио на снагу 6. јануара 1994. године, чиме је Црна Гора и званично добила нову, сасвим посебну заставу.
Иако закон није изричито прописивао да се помен плаветне боје односи управо на свијетлоплаву нијансу, антисрпска струја у владајућој ДПС је преко извршне власти успјела да се избори за такво тумачење, усљед чега је нова државна застава на крају обликована по њиховом моделу. Томе су погодовале и неке посебне околности, пошто у самом закону није била прописана одговорност за утврђивање званичног изворника (еталона) заставе, иако је чланом 12. истог закона било изричито прописано да еталон државног грба прописује Влада Црне Горе, која је ту обавезу испунила 19. маја 1994. године, доношењем званичне Одлуке о утврђивању еталона (изворника) грба Републике Црне Горе.
Усљед непостојања изричите законске одредбе о поступку за утврђивање еталона заставе, Влада Црне Горе је добила одријешене руке да то питање рјешава без формалне одговорности. Тако је Црна Гора почетком 1994. године добила заставу која се по својим размјерама и другачијој нијанси плаве боје разликовала од општенародне српске тробојке и заставе сусједне Србије, што је био основни циљ антисрпских и сецесионистичких снага у редовима владајуће ДПС и појединих опозиционих странака. Током наредних година, показало се да је таква државна застава била осмишљена за привремену употребу, пошто су се 2004. године, приликом доношења новог закона, од ње одрекли и они који су је створили.
У међувремену, српски вексилолози (стручњаци за заставе) и хералдичари (стручњаци за грбове) су у више наврата наглашавали да измишљање и повратно преношење свијетлоплаве нијансе у 1905. годину представља покушај прекрајања историје. Као један од водећих домаћих стручњака у области хералдике и вексилологије, архитекта Драгомир Ацовић је тезу о "изворној" различитости боја назвао конфабулацијом, док је археолог Марко Поповић истим поводом нагласио да су боје на историјским заставама Краљевине Црне Горе и Краљевине Србије биле потпуно истоветне. На истоветно значење појмова плаво и плаветно указивано је у разним приликама, уз позивање на лингвистичке и друге научне референце, а питање о односу боја у заставама Црне Горе и Србије побудило је пажњу и међу страним истраживачима.

## Нова државна застава
Већ током 2001. године, руководство Социјалдемократска партија Црне Горе је у оквиру владајуће коалиције покренуло иницијативу за корјениту промјену изгледа заставе и осталих државних симбола, предложивши потпуно напуштање тробојке и увођење црвене заставе са представом државног грба. Тиме се показало да међу суверенистима тробојку више не може спасити ни плаветна боја у посебној нијанси. Поменута иницијатива је изазвала бурне реакције у јавности, а историчар Александар Стаматовић је тим поводом указао на препознатљиву антисрпску позадину предложених промјена. Извјесне недоумице су у то вријеме још увијек постојале и унутар владајуће ДПС, тако да сагласност о конкретним промјенама на крају није постигнута, усљед чега је читаво питање одложено за нека потоња времена.
Иста питања су покретана и током наредних година, у вријеме преговора о реализацији "Београдског споразума" (2002) и одлучивања о изгледу заставе новостворене Државне заједнице Србије и Црне Горе (2003), а том приликом је до посебног изражаја дошло питање о новоствореним (1993-1994) разликама у нијансама плаве боје на државним заставама Црне Горе и Србије.
Средином 2004. године, у владајућој коалицији је постигнута коначна сагласност о промјени изгледа државне заставе, али до заједничког коалиционог става о том питању дошло се тек након подужих преговора и унутрашњих расправа, пошто је дио руководства ДПС и даље имао извјесне резерве према оправданости потпуног напуштања њихове раније творевине - тробојке са плаветном бојом у посебној свијетлој нијанси.
Новим законом од 12. јула 2004. године, који је на снагу ступио већ наредног дана, напуштена је тробојка, а за основу нове заставе усвојена је некадашња војна застава Црне Горе из времена кнежевине и краљевине. Нова застава се састојала од црвеног поља са златним обрубом и државним грбом Црне Горе у средини. Однос дужине и ширине заставе је био два напрема један, а апликација грба је заузимала 2/3 висине заставе. Средишња тачка грба дефинисана је тачком у којој се сијеку дијагонале заставе. Ширина златног обруба је износила 1/20 дужег дијела заставе. За разлику од претходног закона из 1993. године, нови закон из 2004. године није био остављен без одредбе о начину утврђивања еталона заставе. Таква одредба је овога пута била изричито прописана у 3. члану новог закона, тако да је Влада Црне Горе на сједници одржаној 16. септембра 2004. године донијела званичну Одлуку о утврђивању еталона заставе Црне Горе, која је ступила на снагу наредног дана, чиме је процес утврђивања званичног изгледа нове државне заставе био окончан.